# Jon Aitor Esnaola
Jon Aitor Esnaola Dorronsoro es pastor, leñador y agricultor español de origen vasco. Fue detenido en 2011 por colaboración con la banda terrorista ETA.

## Biografía
Nacido en la finca Olalde de Legorreta, Jon Aitor Esnaola ganó el Campeonato de Guipúzcoa Trontza en 2007, 2008 y 2009 junto a su hermano Igor. También ha sido presidente de la Federación de Deportes Populares de Guipúzcoa. Es pastor y autor de queso de oveja de profesión.
En las elecciones municipales de 1999, formó parte de la lista del partido Euskal Herritarrok en Gaztelu (Guipúzcoa).

## Detención
El 12 de abril de 2011 fue detenido junto con su hermano Igor por la Guardia Civil en su finca de Legorreta por los cargos de almacenamiento de 850 kilos de explosivos, detonadores e información de ETA para miembros de ETA.